# Секрет предстательной железы
Секрет предстательной железы, или секрет простаты, представляет собой опалесцирующую жидкость со специфическим запахом, которая является результатом деятельности желёз предстательной железы (простаты). В естественных физиологических условиях секрет предстательной железы является составной частью эякулята, обеспечивая нормальную оплодотворяющую способность сперматозоидов.

## Химический и биологический состав секрета предстательной железы
Секрет предстательной железы содержит 92—95 % воды, а также соли калия, кальция, натрия, цинка, хлориды, фосфаты, бикарбонаты, цитраты, многочисленные ферменты и белковые вещества. Помимо жидкой части в секрете предстательной железы имеются клеточные элементы — лейкоциты, эпителиальные клетки, а также специфические неклеточные частицы — липоидные, или лецитиновые, зёрна и амилоидные тельца.
Специфический запах секрета предстательной железы обусловливает спермин, а беловатый опалесцирующий цвет ему придают липоидные (лецитиновые) зёрна и кристаллы холестерина. Лецитиновые зёрна и кристаллы холестерина являются продуктом нормальной физиологической секреции предстательной железы. Считается, что количественное содержание лецитиновых зёрен и кристаллов холестерина в секрете предстательной железы отражает её функциональное состояние. В норме лецитиновые зёрна при микроскопии секрета предстательной железы густо покрывают все поля зрения. Именно наличие лецитиновых зёрен и кристаллов холестерина обусловливает опалесценцию нормального секрета предстательной железы. Амилоидные тельца окрашиваются раствором Люголя в фиолетовый или синий цвет подобно крахмалу и именно в связи с этим получили своё название.
Секрет предстательной железы содержит простагландины, простатическую кислую фосфатазу, а также другие ферменты — гиалуронидазу, фибринолизин и фиброкиназу, которые способствуют разжижению эякулята, активируя движение сперматозоидов в половых путях женщины. Показателем функционального состояния предстательной железы является также содержание в секрете предстательной железы (и в эякуляте) лимонной кислоты и ионов цинка. В секрете, который получают после массажа предстательной железы, в небольшом количестве присутствуют также клетки эпителия выводных протоков желёз простаты.

## Физиологическое значение секрета предстательной железы
Секрет предстательной железы составляет около 1/3 объёма эякулята. Считается[кем?], что секрет предстательной железы необходим для поддержания двигательной активности и жизнеспособности сперматозоидов вне организма мужчины. Нормальный состав секрета предстательной железы является одним из условий сохранения нормальной оплодотворяющей способности (фертильности) эякулята. При воспалении предстательной железы (простатите) нарушается оплодотворяющая способность сперматозоидов, развивается экскреторно-токсическое бесплодие. Предстательная железа — андрогензависимый орган, поэтому при снижении уровня мужских половых гормонов, например при кастрации, секреторная активность предстательной железы снижается.

## Методика получения секрета предстательной железы
Секрет предстательной железы получают после проведения пальцевого массажа предстательной железы через прямую кишку. Перед исследованием необходимо, чтобы мужчина помочился для того, чтобы удалить содержимое из мочеиспускательного канала. Предстательную железу массируют по правилам лечебного пальцевого массажа. Секрет, выделяющийся из наружного отверстия мочеиспускательного канала, помещают на предметное стекло или в стерильную пробирку. Если после проведения массажа предстательной железы секрет не выделяется, мужчине предлагают помочиться в пробирку, и проводят исследование после центрифугирования полученной мочи.

## Исследование секрета предстательной железы
Количество получаемого при массаже секрета предстательной железы в обычных условиях составляет 0,5-2,0 мл. Исследование секрета предстательной железы позволяет установить наличие или отсутствие воспалительного процесса в предстательной железе (простатита). При микроскопическом исследовании секрета предстательной железы имеют значение: количество лейкоцитов, наличие или отсутствие крови (эритроцитов) в секрете, наличие и разновидность микроорганизмов, количество лецитиновых зёрен, кристаллов холестерина и амилоидных телец. Полученный однократно нормальный анализ секрета предстательной железы не гарантирует отсутствие воспалительного процесса в предстательной железе. Это возможно из-за обструкции (закупорки) выводных протоков желёзок предстательной железы густым вязким секретом. В норме в секрете предстательной железы определяют не более 10 лейкоцитов в поле зрения, большое количество лецитиновых зёрен, микрофлора и эритроциты отсутствуют. Наиболее объективно можно судить о количестве лейкоцитов при подсчёте лейкоцитов секрета предстательной железы в счётной камере. За норму принято количество лейкоцитов до 300 клеток в 1 мкл (300 х 10−6/л). Нормальное количество лейкоцитов в секрете предстательной железы отмечается при простатите категории IIIb по классификации NIH (то есть при невоспалительном хроническом простатите / синдроме хронической тазовой боли).